# 吉谷彩子
吉谷彩子（1991年9月26日—），日本女演員，千葉縣出身。隸屬於Tristone娛樂。

## 演出作品

### 電視劇
- 最後的家族旅行（1996年10月4日，TBS）
- 星獸戰隊銀河人 第28話（1998年9月13日，朝日電視台）
- NHK大河劇（NHK）
  - 北條時宗 第3話 - 第5話（2001年1月21日 - 2月4日）飾演：祝子
  - 利家與松 第15話 - 第17話（2002年4月14日 - 28日）飾演：簫（幼少期）
  - 八重之櫻 第25話 - 第28話（2013年6月23日 - 7月14日）飾演：依田菊子
- 超人力霸王馬克斯 第20話「怪獸漂流」（2005年11月12日，TBS）飾演：山口美里
- 相棒 第四季 第8話（2005年11月30日，朝日電視台）飾演：由佳
- 鹿男 第4話、第5話（2008年2月7日、14日，富士電視台）飾演：清水
- 吸血鬼男孩（2009年7月7日 - 2009年9月8日，關西電視台）飾演：上島蘭
- NHK晨間劇（NHK）
  - 鬼太郎之妻 第32話（2010年5月4日）飾演：政子
  - 小梅醫生 第1週 - 第3週（2012年4月2日 - 21日）飾演：中黑京子
  - 飛舞吧！ 第4週 - （2022年10月24日 - ）飾演：由良冬子
- 情報之女～國稅局查察官～ 第4話（2010年11月11日，朝日電視台）
- 絕對零度〜特殊犯罪潛入捜査〜 Case.10 - Last case（2011年9月13日 - 20日，富士電視台）
- 全部成為F 第1話 - 第2話（2014年10月21日、28日，富士電視台）飾演：服部珠子
- 約會大作戰 第3話（2015年2月2日，富士電視台）：飾演 榊原まゆ
- 歡迎光臨本飯店 第5話・第7話（2015年8月4日・18日，TBS）飾演：松川唯
- 假面騎士EX-AID 第7・8話（2016年11月20・27日，朝日電視台）飾演：岡田しおり
- 遺留搜查 第四季 第5話（2017年8月10日，朝日電視台）：飾演 牧野美穂
- 陸王（2017年10月15日 - 12月24日，TBS）飾演：仲下美咲
- 大叔的愛 第2話（2018年4月28日，朝日電視台）飾演：棚橋陽菜
- 殺人草莓夜SAGA 第1話・第4話（2019年4月11日・5月2日，富士電視台）飾演：佐田倫子
- Grand Maison 東京（2019年10月20日 - 12月29日，TBS）飾演：松井萌絵
- 派遣女王 2（2020年6月17日 - 8月5日，日本電視台）飾演：福岡亞紀
- 偵探 由利麟太郎 第4話、第5話（2020年7月7日、14日，關西電視台・富士電視台）飾演：相良千惠子
- 銀座黑貓物語 第3話 はち巻岡田編（2020年7月31日，關西電視台）飾演：すみれ
- SUITS 2 第8話（2020年8月28日，富士電視台）飾演：黒崎怜
- 我家女兒交不到男朋友！！（2021年1月13日・27日・2月3日，日本電視台）飾演：未羽
- AVALANCHE 第3話（2021年11月1日，關西電視台・富士電視台）飾演：花音
- 金田一少年之事件簿2022 第2、3話（2022年5月8日、15日，日本電視台）飾演：凪田夏見
- 忍者結婚很難（2023年1月5日 - 3月16日，富士電視台）飾演：風富小夜
- 戀愛警護24時（2024年1月13日 - 3月9日，朝日電視台）飾演：津田結子
- 請一定要比我更不幸（2024年7月10日 - 9月25日，日本電視台）飾演：名取景子 → 相原景子（主演）
- 能面檢察官（2025年7月11日 - ，東京電視台）飾演： 惣領美晴

### 電視動畫
- 謎樣女友X（2012年4月7日，全國獨立UHF放送協議會）聲演 卜部美琴

### PV
- miwa（春になったら，2011年2月23日）

## 外部連結
- （日語） 吉谷彩子 | Tristone Entertaiment Inc. （页面存档备份，存于）